# نوار کاست
نوار کاست (به انگلیسی: Cassette tape) یا کاست صوتی (به انگلیسی: Audio cassette)، یک نوع نوار مغناطیسی است که برای ضبط‌کردن آنالوگ موسیقی و صدا، و پخش‌کردن آن بکار می‌رود. برای پخش نوار کاست از دستگاه‌های اختصاصی ضبط و پخش نوار کاست، یا رادیو-کاست استفاده می‌شود.
نوار کاست استاندارد در سال ۱۹۶۲ توسط شرکت فیلیپس اختراع شد و کاست فشرده (به انگلیسی: Compact Cassette) نامیده شد. انواع اولیه از کیفیت پایینی برخوردار بودند. در اوایل دهه ۱۹۷۰، این ابزار میان مردم بسیار پرطرفدار شد. با آمدن واکمن شرکت سونی نوار کاست رونق بیشتری در دهه ۱۹۸۰ یافت.
با آمدن سی دی صوتی استفاده از نوار کاست رو به کاهش گذاشت.

## مدت زمان
اغلب نوار کاست‌ها برای ضبط‌کردن صدا به مدت ۶۰ دقیقه ساخته‌شده بودند. در کنار این نوع، نوار کاست‌هایی هم به مدت زمان‌های ۴۵، ۹۰ و ۱۲۰ دقیقه نیز ساخته شد. این کاست‌ها دو طرفه بوده و هر طرف آنها دربرگیرنده نصف زمان کامل نوار می‌شد. معمولاً دو طرف کاست را با حروف لاتین «A» و «B» یا اعداد «۱» و «۲» از یکدیگر متمایز می‌کردند.

## کیفیت
کیفیت صدای ضبط شده روی نوار کاست ارتباط مستقیمی با کیفیت مواد مغناطیسی آن دارد. نوار کاست قابلیت چندین بار ضبط را دارد اما معمولاً با هربار ضبط صدا روی نوار کاست، از کیفیت صدای ضبط‌شده کاسته می‌شود. نوعی نوار کاست که در بازار ایران با نام «نیکل کروم» شناخته می‌شد نیز وجود داشت که کیفیت ضبط بسیار خوبی داشت.
علاوه‌بر مشخصات فنی نوار کاست، تنظیم بودن و پاکیزه بودن هد نوار دستگاه پخش‌کننده عامل بسیار مهمی در خروجی صدا است.

## ثبت داده
در دهه ۱۹۸۰، نوار کاست برای ثبت داده در برخی از کامپیوترهای خانگی و اداری کوچک مانند کمودور ۶۴ مورد استفاده قرار می‌گرفت.

## نگارخانه

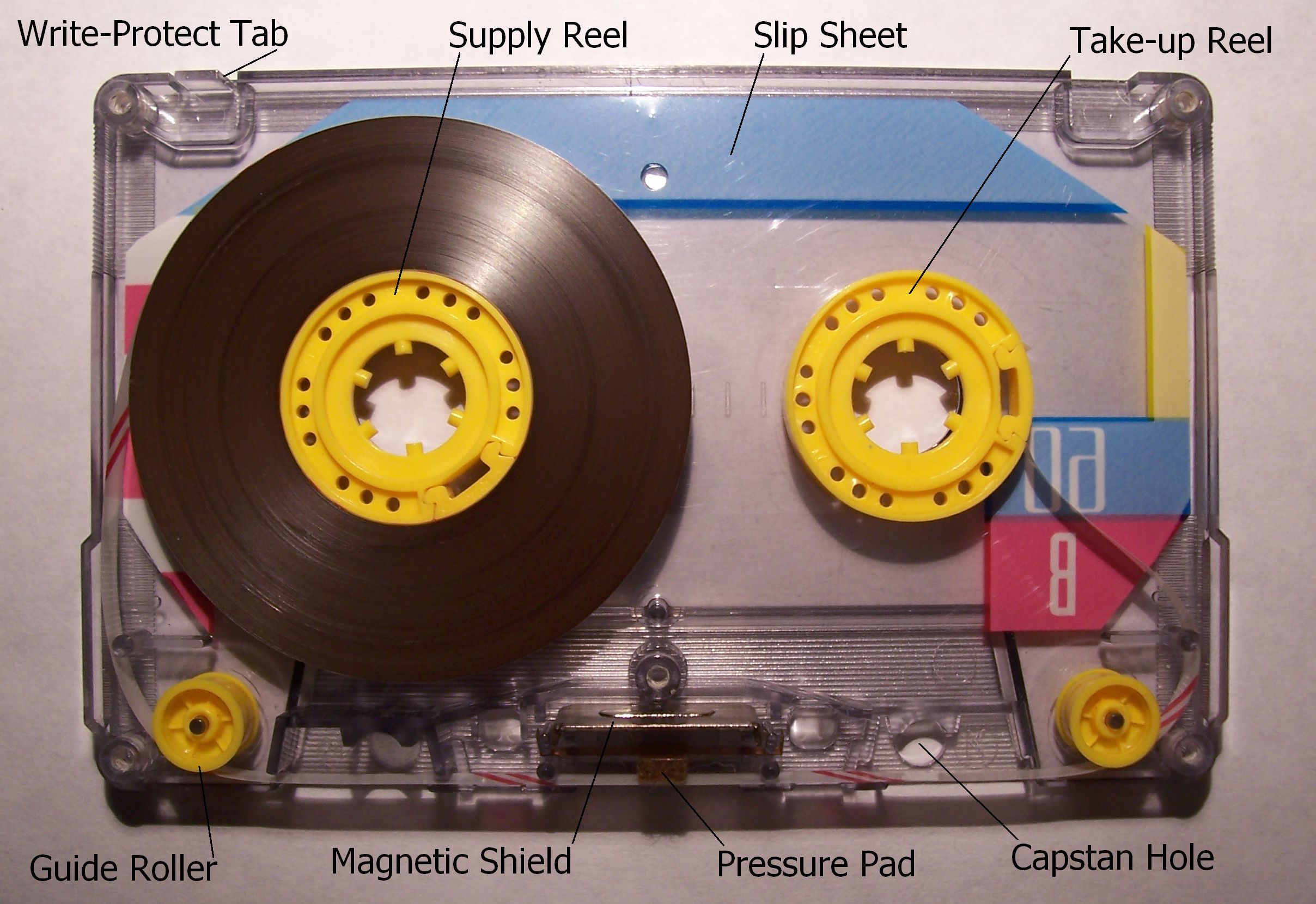
اجزای درونی یک نوار کاست معمولی